# Blatticidella
Blatticidella is een geslacht van vliesvleugeligen uit de familie Encyrtidae. De wetenschappelijke naam van dit geslacht is voor het eerst geldig gepubliceerd in 1923 door Gahan & Fagan.

## Soorten
Het geslacht Blatticidella is monotypisch en omvat slechts de volgende soort:
- Blatticidella ashmeadi (Girault, 1915)